# Cosmosoma pulchrum
Cosmosoma pulchrum är en fjärilsart som beskrevs av Rothschild. Cosmosoma pulchrum ingår i släktet Cosmosoma och familjen björnspinnare. Inga underarter finns listade i Catalogue of Life.